# 루이 알렉상드르 베르티에
루이 알렉상드르 베르티에, 초대 바그람 공, 뇌샤텔과 발랑쟁 주권공(Louis Alexandre Berthier, 1er prince de Wagram, prince souverain de Neuchâtel et Valengin, 1753년 11월 20일 ~ 1815년 6월 1일)은 프랑스의 군인이다. 1804년 프랑스 원수, 1808년 부무관장(vice-connétable)으로 임명되었으며, 나폴레옹의 참모총장(chef d'état-major)으로서 황제를 정치적, 군사적으로 보좌했다.

## 생애

### 어린 시절
루이 알렉상드르 베르티에는 1753년 11월 20일 베르사유에서 지형측량관(ingénieur-géographe) 장바티스트 베르티에(Jean-Baptiste Berthier)중령과 그의 첫 번째 아내 마리 프랑수아즈 륄리에 드 라세르(Marie Françoise L'Huillier de La Serre)의 장남으로 태어났다. 그에게는 5명의 형제가 있었으며 그 중 3명이 형과 함께 군인이 되었다.
베르티에는 1764년 왕립 메지에르 공학교(’École royale du génie de Mézières)에 입학하여 수학과 공학, 지리학 등을 배웠고 1766년 학교를 졸업한 뒤 지형측량관이 되었다. 그러나 나이가 너무 어려 1770년에 중위로 정식 임관했다.
1780년, 베르티에는 로샹보 백작이 지휘하는 미국독립전쟁 지원군의 일원으로 아메리카에 파병되어 군사 경험을 쌓았다.

### 프랑스 혁명전쟁기
프랑스 혁명전쟁기에는 측량 겸 참모장교로 복무했으나, 1793년 3월에 방데 지방으로 파견되었다가 귀족이라는 이유로 4개월 만에 해임당하고 지방에 은둔하게 되었다. 그 후 알프스 주둔군과 이탈리아군 사단장과 참모총장으로 재등용되어 이탈리아로 진격해 1798년 2월 이탈리아 로마를 점령하고 나폴레옹의 이집트 원정에 가담했다.

### 나폴레옹 전쟁기
1806년 나폴레옹은 그의 충성심을 인정하고 뇌샤텔 대공 자리에 앉히고 1809년에는 바그람 공 칭호를 수여했다. 1812년 러시아 원정 당시에도 나폴레옹 곁에 있었으며, 나폴레옹 퇴위 후 루이 18세의 신하가 되었다.
그 후 은퇴하여 바이에른주 밤베르크에서 머물다 자택 2층 창문(upstairs window)에서 떨어져 죽었다. 비밀 조직의 일원에 의해 타살되었는지 아니면 스스로 창밖에 몸을 던져 자살했는지 명확한 사망 원인은 밝혀지지 않았다.